# Wilhelm Matull
Wilhelm Matull (* 28. Mai 1903 in Königsberg i. Pr.; † 24. August 1985 in Düsseldorf) war ein deutscher Journalist und Historiker. Als Beamter war er in der Politischen Bildung tätig.

## Leben
Matull kommt aus einer Lehrerfamilie. Er absolvierte 1923 sein Abitur in Königsberg, um dann bis 1928 an der Albertus-Universität Königsberg und der Ludwig-Maximilians-Universität München Geschichte, Germanistik, Musikwissenschaft und Pädagogik zu studieren. Er trat 1923 der SPD bei und wurde 1925 Vorsitzender der Sozialistischen Arbeiterjugend in Königsberg. 1928–1933 war er bei der parteieigenen Königsberger Volkszeitung als Kunstkritiker und Redakteur tätig. Die Zeit des Nationalsozialismus brachte ihm Verfolgungen und Beschäftigungen bei der Ostdeutschen Eisenbahn und den Schichau-Werken ein. Januar 1945 war er im Volkssturm und nach der Flucht in Kiel einfacher Werftarbeiter. Von 1946 bis 1954 versah er die Geschäftsführung der Volkshochschule Hannover. Anschließend war er zwei Jahre Direktor der Landeszentrale für politische Bildung in Niedersachsen. 1956/57 war er bei der Bundeszentrale für politische Bildung in Bonn, dann bis 1968 bei der Landeszentrale für politische Bildung in Düsseldorf tätig, zuletzt als Ministerialrat. Er war Mitglied der Gewerkschaft ÖTV und vielfältig für die SPD in Bildungsausschüssen, der Friedrich-Ebert-Stiftung und beim Parteivorstand in Bonn aktiv.
Als Autor und Herausgeber trat Matull mit historischen Forschungen zur ostdeutschen Arbeiterbewegung und ostpreußischen Erinnerungsbüchern hervor.

## Anerkennung
- Bundesverdienstkreuz 1. Klasse
- Plakette der Stadt Duisburg

## Schriften
- Liebes altes Königsberg: Ein Buch der Erinnerung. Rautenberg & Möckel, Leer 1954.
- Werden und Wesen der deutschen Sozialdemokratie. J. H. W. Dietz, Berlin/Hannover 1957.
- Große Deutsche aus Ostpreußen. Gräfe & Unzer, München o. J. (1970).
- Ostpreußens Arbeiterbewegung. Geschichte und Leistung im Überblick. Holzner, Würzburg 1970.
- Ostdeutschlands Arbeiterbewegung. Abriß ihrer Geschichte, Leistung und Opfer, Holzner, Würzburg 1973.
- Reise nach Ostpreußen, Westpreußen und Danzig. Gräfe & Unzer, München 1975.
- Erlebte Geschichte zwischen Pregel und Rhein. Erinnerungen aus drei Generationen, 1845–1980. Forschungsstelle Ostmitteleuropa, Dortmund 1980.